# Волокитинське городище
Волокитинське городище — археологічний комплекс слов'янського городища та прилеглого поселення неподалік від сучасного села Волоки́тине у Конотопському районі Сумської області, яке відносять до роменської культури. Існувало в IX—XIII століттях.
Городище має одну лінію оборони, що складається з валу та рову, селище використовується лише під сіножаті (східна
частина зайнята діючим кладовищем), курганний могильник нараховує 11 насипів

## Опис та історія
Археологічний комплекс розташований на південно-західній околиці села Волокитине, сформувався у IX столітті. Він у формі схожого на трикутник складається із давньоруського селища з напільного, північного боку городища, курганний могильник — на південний захід — захід від городища. Останній відділений яром від місця проживання сіверян роменської культури. Загальний розмір 77 на 43 метри на правому березі річки Клевень. За даними Дмитра Самоквасова могильник нараховував сотні насипів та займав площу від городища до с. Щербинівка. Станом на 2021 рік городище має одну лінію оборони, що складається з валу та рову, селище використовується лише під сіножаті (східна частина зайнята діючим кладовищем), курганний могильник нараховує 11 насипів
На початку XI століття Путивльське Посейм'я увійшло до складу Русі-України. У цей час перестає функціонувати курганний
могильник. 1024 року, після Лиственської битви, Дніпровське Лівобережжя відійшло до складу Чернігівського князівства. Після смерті князя Мстислава усі землі об'єдналися під владою київського князя Ярослава Мудрого. У процесі роздроблення Русі-України на теренах Чернігово-Сіверщини наприкінці XI століття виникає Новгород-Сіверське князівство, а згодом Путивльське удільне князівство.
Городище припинило своє існування восени — на початку зими 1239 року в результаті зруйнування монголо-татарами міста Чернігів та розорення Сіверських земель.
Вперше згадується у документах кінця XVI — першої половини XVII століття, як сторожа на «Волокитних Розстанях».
Протягом другої половини XIX століття, в результаті розорюванням та будівництва слободи Городище, Волокитинське городище було, практично, втрачено. Уціліли тільки 18 насипів. Утім, більшість з них розкопані селянами за наказом місцевого поміщика Олександра Міклашевського.
В результаті розкопок поховання були повністю зруйновані, а поховальний інвентар викинуто.

## Дослідження городища

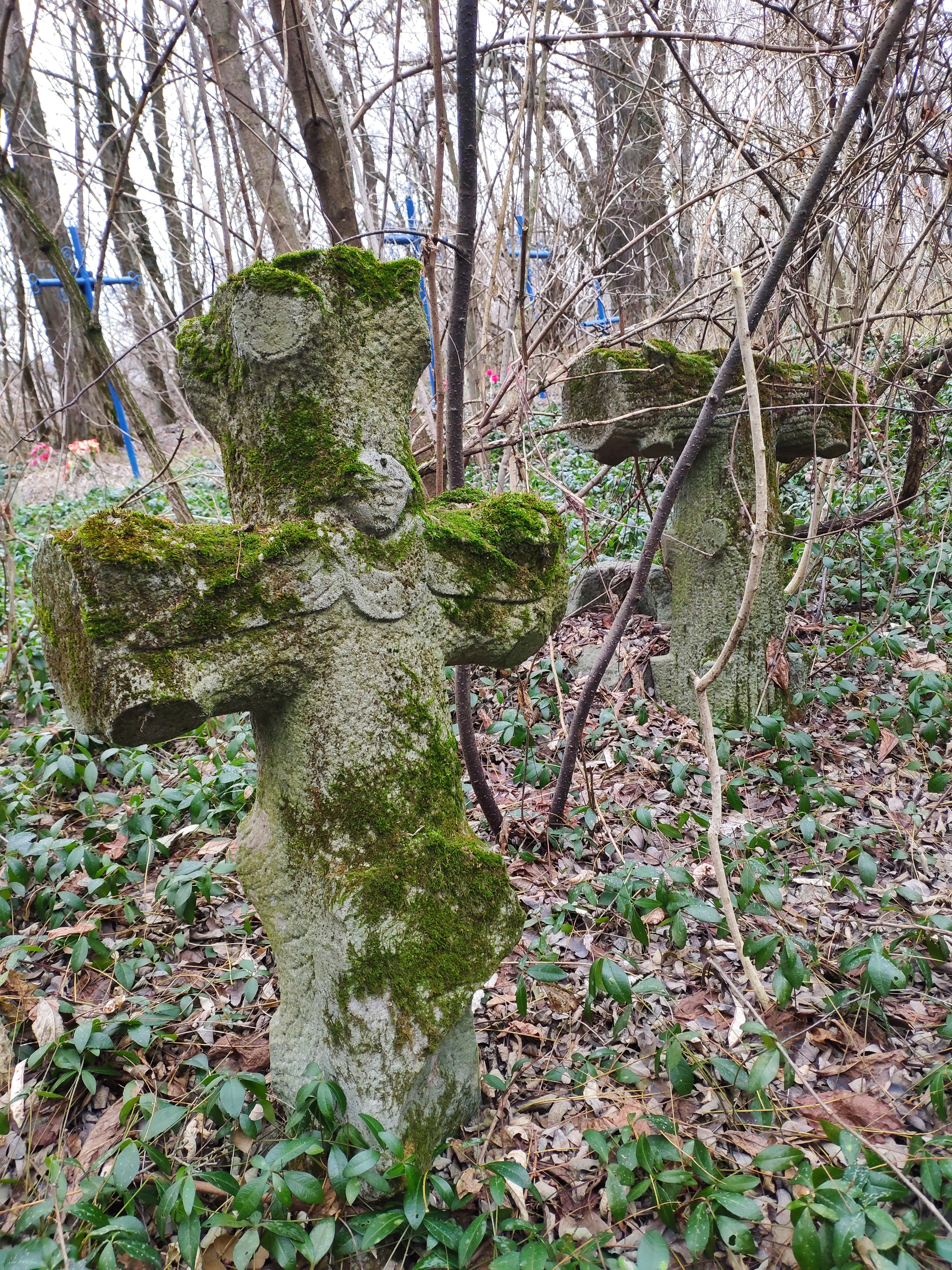
Старовинне кладовище на території Волокитинського городища

1718 року городище згадується у грамоті Петра І бунчуковому товаришу Війська Запорозького Опанасу Грушинському. Археологічний комплекс разом із маєтностями та ґрунтами («перевоз на реке Клевень, нижней гребли его ж волокитинской, против городища…» були пожалувані йому за службу.
1873 року цей археологічний комплекс поблизу с. Волокитине досліджував Дмитро Самоквасов. Крім огляду місцевості та розкопок важливу інформацію дослідникові надали місцеві жителі. Вчений розкопав дев'ять насипів, з яких дві інгумації на рівні давнього горизонту, решта — кремації на стороні з поміщенням праху в урну. Частина насипів була зруйнована береговим урвищем. У збереженій частині кургану було знайдено череп з шийною гривною. Самоквасов першим зробив опис археологічного комплексу, указав на дві укріплені частини городища, та зібрав колекцію ліпного й гончарного посуду роменської та давньоруської археологічних культур
На початку XX ст. дослідження городища продовжилося. Ця інформація була опублікована у монографії Дмитра Самоквасова «Могилы русской земли». Вченим було зібрано у відвалах декілька скляних намистин з золотою фольгою, пряжку та скроневе кільце. Із числа знайдених артефактів уціліли лише дві кістяні проколки та сокира.
1931 року в рамках археологічних розвідок, організованих околицями міста Глухова та вздовж басейнів річок Клевень та Есмань Глухівським окружним музеєм, серед інших було обстежено й Волокитинське городище. Керував вивченням археологічного комплексу Яків Морачевський.
Протягом двох сезонів у 1950-1951 років курганний могильник досліджував Дмитро Березовець. За цей час розкопано 8 курганів. У половині з них слідів поховань не виявлено, решта містили поховання за обрядом кремації та інгумації. Учений відніс могильник до сіверянських старожилностей і датував VII—IX ст. Городище враховано у каталозі археологічних пам'яток Дніпровського лісостепового Лівобережжя Івана Ляпушкіна та Михайла Кучери.
У 1986, 1988 та 1992 роках археологічний комплекс обстежувався Віктором Приймаком. Спочатку дослідником був розкопаний один із курганів, розташований на обриві правого берега р. Клевень. У наступні роки було знято план городища, на якому позначено дві лінії укріплень (підтвердивши думку Дмитра Самоквасова). Також Віктором Приймаком до площі городища було включено територію кладовища, а також — першим у науці — й селище. За планом В. Приймака могильник нараховував 24 насипи, що відрізняється від даних Дмитра Березовця та інших дослідників.
У 2012 та 2021 роках археологічний комплекс обстежували фахівці відділу охорони культурної спадщини при управлінні культури Сумської обласної державної адміністрації та Державного історико-культурного заповідника у м. Путивль

## Охорона
На державний облік Волокитинське городище, селище та курганний могильник взяті розпорядженням представника Президента України в Сумській області від 19 липня 1994 року за № 227 «Про державний реєстр пам'яток археології області» (№ 466).
До Державного реєстру нерухомих пам'яток України під охоронним № 4163-См пам'ятка археології «Городище, селище, курганний могильник» внесена Наказом Міністерства культури молоді та спорту України від 10 лютого 2020 року № 630.